# Campo Treinta y Ocho
Campo Treinta y Ocho är en ort i Mexiko.   Den ligger i kommunen Guasave och delstaten Sinaloa, i den västra delen av landet, 1 200 km nordväst om huvudstaden Mexico City. Campo Treinta y Ocho ligger 27 meter över havet och antalet invånare är 283.
Terrängen runt Campo Treinta y Ocho är platt. Runt Campo Treinta y Ocho är det ganska tätbefolkat, med 100 invånare per kvadratkilometer. Närmaste större samhälle är Adolfo Ruíz Cortínes, 6,5 km söder om Campo Treinta y Ocho. Trakten runt Campo Treinta y Ocho består till största delen av jordbruksmark.